# 愛媛県立松山盲学校
愛媛県立松山盲学校（えひめけんりつ まつやまもうがっこう）は、愛媛県松山市久万ノ台にある県立盲学校。2007年に創立100周年を迎えた。創始者は森恒太郎（1864年-1934年）。

## 学部
- 幼稚部
- 小学部
- 中学部
- 高等部

## 沿革
- 1907年 - 松山市二番町に私立愛媛盲唖学校創立
- 1916年 - 松山市旭町に移転
- 1929年 - 県立に移管、愛媛県立盲唖学校となる。
- 1930年 - 松山市御幸町に移転
- 1948年 - 愛媛県立聾学校を分離、愛媛県立盲学校を設置、高等部に理療科（本科、専攻科、別科あんま科）、音楽科を設置する。
- 1952年 - 愛媛県立松山盲学校と校名変更
- 1964年〜1966年 - 現在地に移転
- 1973年 - 高等部本科(普通科・保健理療科)、専攻科（理療科）設置、音楽科廃止
- 1977年 - 幼稚部（1年保育）設置